# Антисемитизм в Австро-Венгрии
Антисемитизм в Австро-Венгрии — нетерпимость, выражающаяся во враждебном отношении к евреям в Австро-Венгерской империи, в том числе погромы и дискриминация.

## Австрия
Положение евреев в Австрии до мартовской революции 1848 года было крайне неопределенное. С одной стороны, они были стеснены многочисленными ограничительными законами и исключены из участия в государственной жизни, с другой, их экономическая сила выдвигала их в первые ряды общества и группировала вокруг них всю интеллигенцию страны. Евреи приняли самое деятельное и живое участие в процессе пересоздания строя Австрийской империи и стали поборниками либерализма. Либералы платили евреям взаимностью, ратуя за их полное равноправие. Положение, завоеванное евреями, было настолько прочно, что и после подавления революции, когда были уничтожены если не все, то многие приобретения революции, права евреев были признаны. Евреи получили огромную силу путем печати и руководили общественным мнением. И действительно, конституция 1867 года, последовавшая после двукратного поражения Австрии и поставившая либеральную партию у кормила правления, окончательно устраняла всякие ограничительные законы, сделав евреев вполне равноправными гражданами. Их влияние было столь велико, что в 1867 году 8 октября президент рейхсрата предложил отсрочить заседание ввиду «Йом-Кипура». Однако сами еврейские депутаты голосовали против этого предложения.

### Рост влияния антисемитов
Рост либеральной партии обусловливал также рост крупной буржуазии, необычайный подъём торговли и промышленности, появление на сцене биржи и спекуляции. Ввиду своего экономического положения евреи были более, чем кто-либо, призваны сыграть в этом развитии страны выдающуюся роль. Лозунг буржуазии времен Луи-Филиппа, а также времен империи во Франции, «Обогащайтесь!» (фр. enrichissez-vous), сделался лозунгом и в Австрии. Началась безумная, лихорадочная спекуляция, «эпоха грюндерства» со всеми её особенностями. Но производительность страны не соответствовала росту капитализма, и катастрофа была неминуема. В 1873 году наступил кризис. Благосостояние страны сразу пошатнулось. Все недостатки либеральной политики и либеральной экономической доктрины, так называемого манчестерства, обнаружились ярко и рельефно. Либеральной партии в этот день был нанесен смертельный удар, от которого ей больше не удалось оправиться. При огромной роли еврейства в жизни страны неудивительно, что гнев и озлобление бедных классов обрушились на богатых евреев, в которых народ видел представителей еврейства вообще. Хотя статистические данные указывали на громадный процент феодалов, участвовавших в финансовых предприятиях (так, например, в правлениях железных дорог было 13 князей, 65 графов, 29 баронов и 21 феодал), дремавшие или в тиши действовавшие темные силы обрушились прежде всего на евреев как на якобы главных виновников катастрофы.
Австрийский либерализм затронул общество лишь очень поверхностно. Клерикализм был в полной силе и готовился к выступлению. Уже во время полного триумфа либеральной политики известная часть общества зачитывалась юдофобскими памфлетами католического богослова Себастьяна Бруннера, основавшего в 1848 году свою «Церковную газету» (Kirchenzeitung), главная цель которой была борьба против «юзефинизма» и либерального еврейства. Бруннер, ученик и последователь еврейского ренегата патера Иоганна Эммануила Вейта, уже в 1860-х годах выступил с обвинением евреев в ритуальном убийстве. Знамя антисемитизма поднял его последователь Альберт Визингер, автор произведения «Истории гетто» (нем. Ghetto-Geschichten), открывшего путь широкой народной антисемитской агитации. Профессор Август Ролинг выступил в 1871 году со своей знаменитой брошюрой «Еврей по Талмуду» (нем. Der Talmudjude), тотчас разошедшейся в многочисленных изданиях.
Однако антисемитизм, оставаясь чисто клерикальным движением, не мог успешно бороться с либерализмом. Чтобы сделаться народным движением, он должен был стать на экономическую почву. Формула для этого нового вида борьбы была скоро найдена. Профессор Максен, прибывший из Геттингена в Австрию в 1866 году, впервые указал путь слияния социального движения с клерикализмом. По его стопам пошел Карл фон Фогельзанг, первый основатель христианско-социальной партии. По его инициативе орган австрийских католиков «Vaterland» под редакцией патера Флоранкура занялся социальным вопросом. Социальную программу развил также Первый венский католический конгресс в 1877 году. Лозунг этой христианско-социальной партии был: «борьба против еврейской буржуазии, против еврейского капитала». К этому движению немедленно пристали представители двух экономически противоположных социальных классов — с одной стороны, представители феодальной аристократии, видевшие в капитализме своего смертельного врага, с другой стороны, мелкие промышленники, ремесленники и лавочники. Уже в самом зачатке антисемитской организации заметны были эти два течения, слившиеся воедино вследствие своей общей ненависти. В кружке Фогельзанга, ядре христианско-социальной партии, принимали участие принц Алоиз фон Лихтенштейн, один из самых крупных феодалов, а также Карл Люгер, тогда ещё молодой адвокат, примыкавший к демократической партии и сделавшийся впоследствии вожаком антисемитизма. Бесконечные национальные распри, мешавшие всякому политическому творчеству на поприще социальных реформ, манчестерская доктрина, проповедовавшая невмешательство в экономическую жизнь страны, коррумпированность чиновничества, многочисленные промахи либеральной политики наносили всесильной партии непоправимые удары. От неё откололась группа «демократов», программа которых была борьба против гнили общественной жизни, так называемая «Antikorruptionisten». К этим демократам примкнули (Korruptisten) Крейциг, Генрих, Кронаветер, Мандль (последние два евреи), а также Люгер, который все ещё не решался объявить себя открыто антисемитом. Первый опыт христианско-социальной организации был сделан в 1880 году. На собрании против «коробейников и евреев» в Вене, на котором выступили все будущие вожаки антисемитизма, Шнейдер, Паттай, Бухенхайн и т. д., было решено создать «Общество защиты ремесленников», из которого в 1882 году развилась «Reformpartei» под предводительством Псеннера, газета которого «Volksfreund» сделалась органом партии и впервые выступила под знаменем антисемитизма. В 1887 году «партия реформ» уступила место «Христианско-социальному союзу» того же Псеннера.
В то же время под влиянием германского антисемитизма, теории расовой несовместимости семитов и арийцев Евгения Дюринга, Эдуарда фон Гартмана и т. д. в Австрии зародилась новая форма антисемитизма, национально-германская, выразившаяся в агитации немецких националистов (Deutsch-nationale) под предводительством Шенерера и Вольфа. Их программа исходила из резолюции Линцского съезда, в котором участвовали также представители либеральных и радикальных немецких партий, как, например, Фридьюнг (еврей) и Пернерсторфер, ставший впоследствии одним из вожаков социал-демократической партии. Линцская программа ставила себе целью укрепление и сохранение немецкого элемента и влияния в Австрии. От этой программы к теории антисемитизма был один шаг — стоило только стать на точку зрения расового учения, основы германского антисемитизма. Этот шаг был сделан фон Шёнерером и его последователями. В своем органе «Unverfälschte Deutsche Worte» Шенерер беспрестанно и на все лады проповедовал ненависть к евреям, как чужой расе. Но в то же время шенерерианцы относились враждебно к католицизму и к федеральной системе Австрии, в которой славянский элемент играл большую роль. Они тяготели к Германии, боготворили Бисмарка и этим провели грань между собою и австрийскими немцами, в особенности Нижней Австрии и Тироля, правоверными католиками, ненавидящими протестантизм и Пруссию. Таким образом, антисемитизм в Австрии представлял слияние трех течений, чисто католического фанатизма, религиозной нетерпимости — наследия Бруннера, — вражды мелкого мещанства против еврейского капитала — движения, которое еврейский депутат демократ Кронаветтер охарактеризировал как «социализм венского дурня», — и, наконец, чисто шовинистического, всегерманского течения. Как ни враждовали эти три партии между собою, какие точки разногласия ни были между ними, еврей был тем бедным Макаром, на которого со всех сторон валились шишки.

### Навет в Тисаэсларе
Тисаэсларский процесс, в котором евреев официально официально обвинили в употреблении христианской крови, был очень на руку австрийским антисемитам. «Ученый» их партии, профессор еврейского языка при Пражском университете Ролинг, автор многочисленных антисемитских «разоблачительных» сочинений, выпустил по поводу Тисаэсларского процесса брошюру под заглавием «Meine Polemik und die Menschenopfer des Rabbinismus», в котором он на основании «2000 цитат» доказывал правдивость обвинения в ритуальном убийстве, причем уверял, что может подтвердить под присягой свои показания. Этот памфлет побудил доктора Блоха, раввина в Флорисдорфе, предместье Вены, и депутата австрийского парламента, выступить против Ролинга и назвать его утверждения заведомой ложью. Ролинг подал в суд. По настоянию Блоха парламент согласился на это. Процесс обещал быть сенсационным: австрийское еврейство собиралось вступить в ожесточенную борьбу с антисемитизмом. Материалы к опровержению претензий Ролинга были собраны в изобилии. Все общество ждало с напряжением исхода борьбы, но неожиданно для всех Ролинг прекратил дело, взяв обратно свою жалобу.

### Победа антисемитов в Вене
Морально восторжествовали евреи, но престиж антисемитизма от этого нисколько не пострадал. Напротив того, года два спустя доктор Карл Люгер, перешедший окончательно в лагерь антисемитизма, был антисемитами выбран в нижнеавстрийский сейм против либерального кандидата, вице-бургомистра Штейделя. В том же году (1885) антисемиты начали овладевать венской городской думой, бывшей до тех пор в руках либеральной партии. Ещё в 1884 году 12 гласных городской думы, между ними бургомистр Уль и вице-бургомистры Прикс и Штейдель, послали от имени думы поздравительную телеграмму Мозесу Монтефиоре по поводу его столетнего юбилея. Это демонстративное чествование знаменитого еврейского филантропа вызвало бурю среди антисемитов всех оттенков и беспорядки в университете, где впервые обнаружилось юдофобское настроение немецкой учащейся молодежи. Во главе австрийского правительства стоял тогда граф Эдуард Тааффе, решившийся порвать окончательно со старой либерально-немецкой политикой и опиравшийся на славян. Понятно, что евреи, связанные всем своим либеральным прошлым, были вынуждены стать в оппозицию, лишившись, таким образом, симпатии правительства. Евреи требовали от правительства поддержку и защиту в борьбе с антисемитизмом, но правительство ждало компенсации, которой евреи не могли дать, рискуя остаться совершенно изолированными, оставленными всеми партиями. За это чешские националисты стали мстить евреям и сделались их врагами. В 1889 году Таафе, принимая еврейскую депутацию в Лемберге, высказал свое удовольствие, что в Галиции ещё нет антисемитизма, причем старался умалить значение антисемитского движения вообще, называя его продуктом «темных козней» (dunkle Machinationen). Министр юстиции Иоганн Глейспах также выразился неодобрительно об антисемитах, в особенности шенереровского толка, называя их «патриотами на срок» (Patrioten auf Kündigung).
Но вообще правительство ничего не предпринимало, чтобы помешать росту партии, и в 1891 году в нижнеавстрийский сейм попали уже шесть христианских социалистов: Люгер, принц Альберт Лихтенштейн, Гессман, Шнейдер, Паттай и Мут. В 1893 году Люгер был избран в городскую думу против еврейского кандидата фон Гольдшмидта. То был победный год христианско-социалистической партии, успевшей окончательно сложиться, совершенно выделившись из партии Шенерера, с которым она начала вести ожесточенную личную борьбу вожаков за власть. Достаточно читать памфлеты и брошюры Hollomay’a против Шнейдера, Шенерера против обоих, памфлеты Вергани, онемечившегося поляка, редактора «Deutsches Volksblatt», органа христианско-социальной партии, чтобы увидеть всю грязь антисемитской партии, её полную беспринципность, отсутствие всякой социальной программы и какого-либо политического горизонта. Но либерализм был настолько слаб, что демагог Люгер легко мог нанести ему последний удар. В 1895 году венская городская дума после выборов оказалась в следующем составе: 68 либералов, 64 антилиберала, из них 24 открытых антисемита. Люгер был избран вице-бургомистром; либеральный бургомистр Грибль сложил с себя звание, выразив этим протест либеральной партии, и 70 голосами Люгер был избран венским бургомистром; однако правительство его не утвердило. Это была первая громкая победа антисемитов. Правительство распустило думу. Новые выборы 1896 г., однако, принесли антисемитам полную победу. Люгер побил еврейского кандидата в еврейском же избирательном участке (Leopoldstadt). Большинство оказалось на стороне христианско-социальной партии. Люгер вторично был избран в бургомистры, и правительство опять его не утвердило, распустив думу. Победа антисемитов на новых выборах была ещё полнее предыдущей: за ними оказались 96 мест из 132, причем за них высказалась даже курия «интеллигентов», видевших в акте неутверждения Люгера правительством борьбу центральной власти с общиной, бюрократии с народом. В третий раз Люгер был избран бургомистром. На этот раз в дело вмешался император Франц-Иосиф, попросивший Люгера в целях общественного спокойствия отказаться от звания бургомистра. Люгер повиновался, и на его место 6 мая был избран антисемит Йозеф Штробах. Но в следующем 1907 году Люгер был снова избран и на этот раз утвержден центральным правительством. Под знаменем «оздоровления общины», борьбы с еврейским влиянием, христианские социалисты завоевали Вену.

### Расширение влияния антисемитов
В парламенте положение евреев было не лучше. Влияние антисемитов росло, а либералы умывали руки. «Либеральный» депутат Мареш сказал в ландтаге (1895 г.): «В нынешнее время каждый антисемит», а либерал Носке заявил: «Неудовольствие в народе так велико, что представители либеральной партии могут ждать от народа всего, только не оваций». Люгер объявил открытую войну «иудео-мадьярам», свалив в одну кучу евреев и венгров, выразив свою программу в следующей демагогической фразе: «Дело не в равноправии евреев, а в равноправии христиан». Дикие и безобразные выпады против евреев в ландтаге и в антисемитской печати вызвали, однако, неудовольствие интеллигентных кругов. В ряды образовавшегося в 1891 году «Союза для борьбы с антисемитизмом» в Вене (Verein zur Abwehr des Antisemitismus) вступили передовые люди Австрии, например, барон Зутнер, профессора Нотнагель, Зюсс и т. д. Правительство держалось нейтрально. Однако в своей речи к представителям венгерской делегации в Будапеште в 1892 году император Франц-Иосиф выразился резко и неодобрительно о «безобразиях в нижнеавстрийском ландтаге». И действительно, речи Шнейдера, Вольфа, Люгера, Билоглавека и т. п. представляют «полное отречение от культуры», как выразился однажды профессор Зюсс. Чешско-немецкие столкновения, особенно после знаменитых «законов о языке» графа Бадени, отозвались прежде всего на евреях. Антиеврейские беспорядки в Праге, Находе (1897), Холлетшау (1899), Аустерлице и Босковице (1905) в достаточной степени показали, на какой вулканической почве живут чешские евреи. В 1899 году на австрийское еврейство надвинулась новая гроза в виде процесса «ритуального убийства» в чешском городке Полне.
Очутившись у власти, антисемиты сумели воспользоваться своим положением во вред евреям. Евреи потеряли почти всякое влияние в городских и государственных делах. В 1905 году венская городская дума запретила еврейский обряд «шхиты». Но центральное правительство отменило это постановление. Реорганизация австрийского избирательного права, последовавшая в 1907 году, введение всеобщей избирательной, вместо прежней куриальной, системы выборов ничуть не изменили положения евреев. В парламент попали около ста христианских социалистов, образуя вместе с клерикалами самую сильную партию. Из среды христианских социалистов был выбран президент парламента д-р Вейскирхнер, бывший секретарь Люгера, портфель министерства общественных работ поручен был одному из вожаков боевого антисемитизма, доктору Гессману. Австрийское правительство, консервативное при Шмерлинге, реакционное при Туне, либеральное при Ауерсперге, превратилось в клерикально-антисемитское. При этом антисемитизм в Австрии потерял свою прежнюю радикальность и непримиримость. Шнейдер, Шенерер, Вольф, Иро, представители наиболее резкого антисемитизма, не играли прежней роли, Люгер же сумел сделать антисемитизм «салонным», хотя его речь после октябрьских погромов в России в 1905 году была настолько резкой и носила столь угрожающий по отношению австрийского еврейства характер, что правительство было вынуждено конфисковать её печатное воспроизведение. Насколько антисемитизм как общественное течение успел пустить корни в Австрии, свидетельствовало чествование Люгера по поводу десятилетнего юбилея его бургомистерства в 1907 году: в «празднестве» приняли участие почти все столичное население, в особенности мелкая буржуазия, и аристократия. В том же 1907 году в парламенте, избранном на основе всеобщего голосования, клерикал Шмид внес законопроект, ограничивающий доступ евреев в учебные заведения и устанавливающий процентную норму по образцу России. Это предложение не прошло, но было характерно для настроения господствующей в стране партии. Как раньше либерализм был теоретической основой австрийской политической жизни, критерием правительственных мероприятий, так теперь антисемитизм стал краеугольным камнем, интегрирующей частью австрийской государственности. «Венский дурень» (Der dumme Kerl von Wien), как характеризовал антисемитов Кронаветтер, сделался законодателем и вожаком страны, распространяя антисемитизм и в те провинции империи, где он раньше не проявлялся с такою силой, например в Галицию, Далмацию, Истрию и т. д. Единственной партией, которая успешно вела борьбу с христианскими социалистами, стала социал-демократия.

## Галиция
До конституционной эпохи (1867) антисемитизм в Галиции был тесно связан с централистическим течением в Австрии. Иосиф II даровал евреям в 1789 году особый «патент», но после его смерти начались протесты против улучшения правового положения евреев, вследствие чего был восстановлен целый ряд ограничений. Евреи вновь были заперты в гетто и, несмотря на все хлопоты львовского еврейского общества в 1850—1865 г.г., им не разрешили селиться вне еврейского квартала. Евреи Галиции подверглись целому ряду ограничительных мер: для вступления в брак необходимо было сдать особый экзамен, количество браков было ограничено, были введены особые податные книжки для евреев. 

### Местная дискриминация
С введением конституции в 1867 года эти и другие ограничения были упразднены, но антисемитизм возродился в новом виде. Из дебатов сейма 1868 года выяснилось, что в Галиции существовала сильная клерикально-антисемитская партия. И тут стало обнаруживаться различие между центральной властью и автономными учреждениями Галиции. Евреев принимали на государственную службу: почту, телеграф, железные дороги, а в последние годы — в большом количестве — и в средние учебные заведения, но галицийские автономные учреждения были для них закрыты. Всегалицийский краевой выдел (высший исполнительный орган сейма), как и выделы (комитеты) уездные и деревенские и магистрат Львова не принимали евреев на службу. В экономической жизни антисемитизм выражался в учреждении Kolka rotnicze (крестьянские кооперативные общества), Райфазеновских касс и в монополизировании соляного промысла в руках выдела краевого. Галицийский сейм старался улучшить материальное положение крестьян, субсидировал вышеназванные общества и кассы и таким путем косвенно разорял евреев. Тысячи школ были закрыты из-за недостатка в учителях, а между тем ни один еврей или еврейка не допускались к преподаванию в школах. В семинарии для женских учительниц в Львове не было ни одной ученицы-еврейки. Политические партии, рассчитывающие на крестьянские голоса, делились на явно антисемитские (Стояловский) и умеренно антисемитские (польская народная партия с депутатом Стапинским во главе). Наконец, «народовые» демократы, руководимые Гломбинским, совершенно отрицали еврейский вопрос. Русины вообще враждебно относились к евреям. Антисемиты также стали прикрываться сионизмом и, когда не хотели дать еврею того, что ему следует по праву, говорили, что он сионист. Антисемитизм находил поддержку в Вене, где в министерствах усиливалось влияние христианско-социалистической партии. 

### Антисемитизм в печати
В печати антисемитизм был представлен, главным образом, газетой «Głos narodu», издающейся в Кракове. В Львове ранее издавался клерикальный «Ruch Catolicki» («Католическое движение»), а затем выходил ультраклерикальный «Gonieć polski». Кроме того, был издан целый ряд антисемитских брошюр, находила сбыт книга Меруновича «Żydzi» (Львов, 1879), выдаваемая автором за научный труд, но в сущности являющаяся грубым антисемитским памфлетом. (Ответ на эту книгу см. в журнале «Izraelita» за 1881 г.). По поводу антиеврейских погромов в Ходорове в 1897 г. и во всей Западной Галиции в 1898 г. появился целый ряд статей в «Dziennik Polski» и других газетах. Следует ещё упомянуть об одной брошюре, проповедующей слепую ненависть к евреям, львовского ксендза д-ра Яна Цемневского: «My i żydzi» (Львов, 1898). Характерным произведением антисемитской литературы является книга для народа, озаглавленная «Stan żydow dawny i obecny» («Положение евреев прежде и теперь»), автор которой скрыл свое имя под инициалами I. P. B. (Львов, 1891). В этом произведении открыто выставлено обвинение евреев в употреблении христианской крови.

## Венгрия

### До революции 1848 года
В тридцатых годах XIX века обвинения мадьяр в захвате евреями всей торговли и промышленности начали пользоваться широким распространением и проникли в темную крестьянскую массу, страдающую от помещичьего гнета и произвола; крестьяне наивно верили, что во всех их бедствиях и неурядицах повинны, главным образом, евреи. Той части венгерского общества, которой было выгодно поддерживать возможно дольше крестьянское невежество, затемнение пробуждающегося классового сознания деревни внушением ей глубокой расовой вражды и антисемитских чувств было как нельзя более на руку. И действительно, история дореволюционного десятилетия Венгрии и даже история самой революции 1848 года показывают, что эта пропаганда оказала свое действие и что венгерские крестьяне, стихийно ища выхода из своего бесправного и рабского положения, врывались в мирные жилища евреев и разрушали очаги бедняков, точно этим самым они освобождали себя из железных цепей крепостничества.
Первые вспышки массового антисемитизма в Венгрии относятся к 1832 году. Тогда был первый антиеврейский погром в Пресбурге (Братиславе), стоивший многих жертв и вызвавший необходимость вмешательства военной силы. В нём принимали участие различные слои общества, начиная с темной массы и кончая интеллигентными демагогами, сеявшими национальную вражду во имя каких-то беспочвенных принципов мадьярского самосохранения. Надо, однако, заметить, что правительство с самого начала боролось с воинственным духом венгерских антисемитов и первый пресбургский погром был немедленно подавлен. Но окрыленные применением на практике своих «идей» антисемитские пропагандисты продолжали свое «национальное» дело и вскоре нашли другую почву, на которой семена антисемитизма дали самые обильные плоды. То была почва чисто религиозная. Уже Лайош Кошут в 1883 году в письме к своему другу барону Карою Этвёшу, написанном по поводу Тисаэсларского процесса, инсценированного венгерскими антисемитами, припоминает весьма характерный факт. Он говорит, что в конце тридцатых годов XIX века в комитате Нитра был случай, когда местный священник, чтобы отомстить не отвечавшей на его любовь девице Вейс, обвинил её в убийстве с ритуальной целью её подруги-христианки. Молва об употреблении евреями христианской крови облетела тогда все соседние местечки; в течение двух лет еврейское население подвергалось всяким опасностям, и, несмотря на обнаружение настоящего убийцы (христианина), пущенная в ход священником легенда не переставала жить в народе. Тем временем венгерская партия реформ решила бороться с этой спекуляцией на невежестве крестьян. Она объявила, что в первую очередь в законодательном учреждении будет выдвинут, наряду с вопросом об освобождении крестьян, и вопрос о равноправии языков и религий. Венгерские националисты, поддерживаемые поместными магнатами, заявили, что воспротивятся всяким реформам, могущим закабалить их у евреев. И чем шире разливалась в стране волна демократических веяний, тем громче раздавались призывы к избиению евреев, повинных уже не только в стремлении стать господствующей нацией и помешать помещикам полюбовно сговориться с крестьянами, но и в том, что венгерский народ разбился на враждующие между собой партии и что в стране воцарился какой-то политический хаос.

### В период революции 1848 года
Когда в 1847 году в Пресбурге заседал дореволюционный сейм, на котором и должны были обсуждаться обещанные демократами реформы, евреи ожидали худшего. По всем комитатам разъезжали антисемитские эмиссары, среди крестьян появлялись темные личности, и видно было, что чернь мобилизуется для активных выступлений против «старых» врагов венгерского отечества, против евреев. Со дня на день ждали кровавых событий, и сейм, предвидя печальные последствия своей демократической деятельности, снял с очереди обсуждение реформы равноправия национальностей. Ещё более твердую почву почувствовали под собою венгерские антисемиты, когда обнаружилось, что еврейская интеллигенция сочувствует демократической партии. На евреев стали указывать как на явных подстрекателей к партийной борьбе. Революционная атмосфера все больше наполнялась элементами национальной вражды, и как только в Венгрии в 1848 году поднялось знамя политической свободы, как только пал колосс габсбургского абсолютизма, а за ним рушилась и основа феодальной Венгрии с её сословными привилегиями, — так по сигналу невидимой руки почва обновленной страны залилась еврейской кровью. В целом ряде городов и местечек пронесся погромный ураган, и мадьярская политическая свобода родилась в муках и истязаниях еврейской массы. Партия националистов, желавшая отомстить венгерским радикалам за освобождение крестьян от крепостной зависимости, использовала антиеврейские погромы для партийной борьбы. Начиная с 20 марта 1848 году. погромы происходят в Пеште, в Пресбурге в комитате Нитра, в Нейштадте, Штульвейсенбурге, Кашау, Тырнау, Темешваре. В Пеште, где на призыв венгерских революционеров евреи стали массово стекаться в национальную гвардию, в армии произошел антисемитский бунт. Солдаты-мадьяры требовали удаления из национальной гвардии евреев, и последним пришлось составить свой отдельный полк, командование которым поручено было еврею. Муниципалитеты многих городов протестовали против эмансипации евреев, и под давлением такого общего антисемитского движения, омрачившего самые светлые дни венгерской нации, пресбургский сейм принял закон о запрещении не христианам избираться в члены муниципальных советов.

### Послереволюционный период
Лучшие представители венгерского общества, а также венгерское правительство приняли энергичные меры к прекращению погромов. Наступившая после революционного 1848 г. реакция уничтожила репрессивными мерами всякое проявление общественной жизни, в том числе и антисемитизм. Лишь в 60-х годах, когда в Венгрии вновь повеяло свободой, еврейский вопрос всплыл на поверхность политической жизни и печать горячо обсуждала эмансипацию евреев. Как бы в ответ на это возникла антисемитская пресса, горячо отстаивавшая старые погромные лозунги. В 1861 году полемика между антисемитами и демократами чрезвычайно обострилась, и последние поняли, что в данный момент еврейский вопрос связан с дилеммой: быть или не быть обновленной в политическом, религиозном и социальном отношении Венгрии. Тогда же весьма интересную и обстоятельную статью об эмансипации евреев поместил в «Pester Lloyd» один из вожаков партии независимости, граф Кальман Майлат. «Мы все более или менее всосали с молоком матери предубеждения против несчастного израильского народа, и я сам, сознаюсь откровенно, долгое время не был чужд им… Как бы в посрамление нашей собственной веры мы презираем и преследуем народ, в недрах которого развились зародыши и основы всей современной цивилизации». Между тем страна возвращалась к нормальной парламентской жизни, и наступала очередь за разрешением давно назревших вопросов. К счастью, политикой Венгрии руководила либеральная партия, отказавшаяся раз навсегда признавать существование «еврейской опасности» для мадьяр. Но, принимая во внимание успехи антисемитской пропаганды среди невежественного крестьянского населения, венгерский парламент решил не возбуждать пока вопроса об узаконении еврейской эмансипации и считать евреев правомочными на основании провозглашения их эмансипации в 1848 году. Однако это обстоятельство давало обильную пищу венгерским антисемитам. Во всех концах страны они вопили о том, что евреи вытесняют мадьяр на различных общественных и политических поприщах, что от них нет житья, что они эксплуатируют крестьян, беря с них неимоверные проценты, что они насильно, пользуясь законом о свободе совести, заставляют католиков переходить в иудейство. Словом, в парламент стали поступать петиции и воззвания, нередко кончавшиеся угрозами как по адресу друзей евреев, венгерских либералов, так и по адресу самих евреев. Надо, однако, заметить, что антисемитский дух стал проникать и в либеральные сферы, что от него не была застрахована даже партия независимости. В конце семидесятых годов все явственнее стало обнаруживаться стремление венгерских антисемитов затормозить ход законодательной работы в парламенте бесконечными интерпелляциями и обсуждением враждебных еврейскому населению петиций. Они хотели обратить парламентскую трибуну в кафедру антисемитской пропаганды, но это им не удалось, так как парламент почти единодушно, за исключением девяти-десяти антисемитских депутатов, осуждал их политику. Несмотря на проникновение антисемитской пропаганды в венгерский парламент, специальной антисемитской партии в этом последнем не существовало; те депутаты, как Оноди, Иштоци, Верховай, Симони и другие, которые выступали как антисемиты, скрывались под эгидой либеральной партии или партии независимости. Но чем чаще они возбуждали в стенах венгерского парламента еврейский вопрос, чем резче они оттеняли свою враждебную в этом вопросе позицию и чем грязнее были их инсинуации, тем все больше отстранялись от них вышеназванные политические партии, пока наконец они не вынуждены были окончательно исключить их из своей среды.

### Антисемиты в парламенте
Схватки между парламентскими антисемитами и их врагами особенно учащаются в министерство Кальмана Тиса (1875—1890), который решил провести закон о смешанных браках. Видя, что в парламенте им не пробить бреши, антисемиты возвратились к своим старым приемам и путем погромов надеялись заставить либеральное правительство отказаться от проведения закона о смешанных браках. В 1882 г. в Венгрии усиленно распространяются антисемитские брошюры; предназначенная специально для рабочих классов брошюра «Die Judenangelegenheit als Existenzfrage» повторяла обвинение в употреблении евреями христианской крови. Министр-президент Тиса издал постановление о немедленной конфискации резко антисемитских брошюр. Но вожди антисемитизма устроили в парламенте по этому поводу скандал, и Иштоци заявил: «Я создал и взрастил еврейский вопрос в Европе. Ещё в 1875 году я предложил парламенту изгнание евреев; теперь моя агитация нашла отклик в двух величайших государствах континента, в Германии и России». Иштоци закончил свою речь словами: «Навеки останется неизгладимым пятном XIX века, что Европа дала искалеченному жидовству поработить себя физически, морально и нравственно. Однако в России начинают понимать наконец, как следует радикально решать еврейский вопрос». Через несколько месяцев парламентские антисемиты начали вновь свой штурм против евреев. На этот раз обсуждалась петиция Чатмарского комитата о принятии мер против наплыва русских евреев в Венгрию. Антисемит Оноди выставил такой аргумент: «Талмуд сделал из евреев эксплуататоров; он виновен в том, что 8 миллионов семитов стали врагами 300 млн иноверцев». В то же время возникли в целом ряде городов антиеврейские беспорядки. По словам «Neue Freie Presse», в беспорядках принимала участие не одна только чернь, но и студенты. Венгерское правительство под руководством Тисы энергично подавило погромное движение.
Всплывшее Тисаэсларское дело подняло волну боевого антисемитизма на необыкновенную высоту, и для евреев наступили самые мрачные дни. В 1883 году депутат Мезей при свидании с Лайошем Кошутом, интересовавшимся судьбами венгерских евреев, говорил, что генезис антисемитизма в Венгрии находится в том, что мадьярская интеллигенция относится сочувственно к избиению евреев. «Она, — говорил он, — мстит евреям за то, что те, пользуясь гражданскими правами, прокладывают себе дорогу к различным административным и судейским должностям». 1883 год ознаменовался новой парламентской демонстрациею венгерских антисемитов. 22 января обсуждалась петиция Топольчского комитата о ревизии законов об эмансипации евреев. В качестве докладчика от петиционной комиссии выступил в защиту евреев депутат Берцевич. Отвечая докладчику Берцевичу, Иштоци говорил: «Друзья евреев, прижатые к стене антисемитами, возвещают, что еврейский вопрос — вопрос не политический, а социальный… Со времени эмансипации евреев сепаративные стремления их все растут. Результат смешанных браков обыкновенно тот, что не еврей становится венгерцем, а венгерец евреем… В борьбе с евреями мы после шестнадцатилетнего боя должны признать себя побежденными… Венгерская нация все же не подвергнется еврейскому игу. Есть ещё средство для предупреждения этого. Это средство — предлагаемая мною резолюция». Под этой резолюцией подписались: Иштоци, Оноди, Салай, Георг Селль, Чентовани Лазар, Симони, Мечлени и Одескальки. Вскоре антисемиты, находившиеся в составе партии независимости, повели агитацию за пересмотр её программы; они непременно хотели включить в неё статью об особом законодательстве о евреях. Но и здесь им пришлось потерпеть полную неудачу, так как партия не только не отклонила этого предложения, но и исключила инициаторов его из своих рядов. Тогда только в Венгрии сформировалась группа парламентских антисемитов, которая составила программу для антисемитского клуба (автором её был Иштоци). Её важнейшие статьи таковы:
1. ограничение свободы ремесел и создание ремесленных корпораций;
2. ограничение вексельной правоспособности;
3. ревизия уголовного кодекса, будто составленного в пользу евреев, и введение в уголовных процессах института присяжных заседателей из христиан;
4. непринятие законопроекта о браках между евреями и христианами;
5. изменение закона об эмиграции в видах прекращения наплыва евреев в Венгрию.

С 1883 года антисемитские идеи проводились, главным образом, клерикальной печатью, среди которой первое место занимала «Magyar Korona», в Пеште газета Верховая «Fuggetlenseg» и в Пресбурге «Westungarischer Grenzbote». Но антисемитский клуб с этого времени мало действовал в стенах парламента, так как он убедился, что его работа совершенно бесполезна. Зато он усилил свою деятельность в самой стране. 1883-й и 1884-й годы считаются эпохой беспрерывных антиеврейских погромов, со всех концов Венгрии приходят известия о поголовном избиении евреев, о разгроме их домов и имущества. В деревнях антисемитские пропагандисты натравливали крестьян на евреев.

### Борьба с антисемитизмом
Венгерское правительство боролось с погромами всеми имевшимися в его распоряжении средствами. Где только возможно было, оно старалось действовать силой своего убеждения в невинности евреев; там же, где это средство оказывалось недостаточным, оно пускало в ход вооруженную силу. Такой патриот, как Лайош Кошут, старался оказывать свое влияние извне. Он посылал известным политическим деятелям письма, в которых открыто клеймил своих соотечественников за допущение самого гнусного насилия, какое только может позволить себе общество. В письме к своему другу, барону Этвёшу, защитнику евреев в Тисаэсларском процессе, он с горечью писал:

Антисемитская агитация возбуждает во мне чувство стыда, как в человеке XIX века; я сожалею о ней, как венгерец, и должен осудить её, как патриот. Я осуждаю её уже потому, что она по отношению к экономическим неурядицам принимает их симптомы за их причины… Я не могу приписать здравому рассудку венгров такую ограниченность, чтобы даже один человек у нас мог верить в возможность отмены эмансипации евреев или же выселения из страны шести-семисот тысяч людей, и где же? в Европе, в XIX столетии! Такая мысль уже сама по себе есть нравственное уродство.
.
Погромы 1880-х годов были последней ставкой антисемитов. После окончания Тисаэсларского процесса правительство и лучшая часть общества стали вести усиленную пропаганду в стране против антисемитов. Вскоре и народ понял, что он напрасно обвинял евреев в своих страданиях. Иштоци, Оноди и другие антисемиты стали терять союзников, и от их былого величия ничего теперь не осталось. Либеральное министерство Кальмана Тисы провело ряд законов, все более и более расширявших права евреев; это был лучший ответ, который могла дать страна антисемитским глашатаям. До 1890-х годов ещё кое-где в Венгрии происходили антиеврейские беспорядки, но, постепенно ослабевая, они к середине 1890-х годов исчезли полностью. В конце столетия не было ни одного случая обвинений венгерских евреев в ритуальном убийстве или в других преступлениях. Исчезла также и специальная антисемитская печать, а имена тех депутатов, которые опозорили себя антисемитизмом, перестали встречаться в парламентских отчетах. Антисемитская буря, пронёсшаяся над Венгрией, принесла ей огромные убытки. В начале XX века историк Hиколай Борецкий-Бергфельд оптимистично писал, что антисемитизму «не удалось оставить здесь глубоких „идейных“ следов». Это заблуждение было развеяно в период Белого террора и Холокоста.